# John Sturgeon Mackay

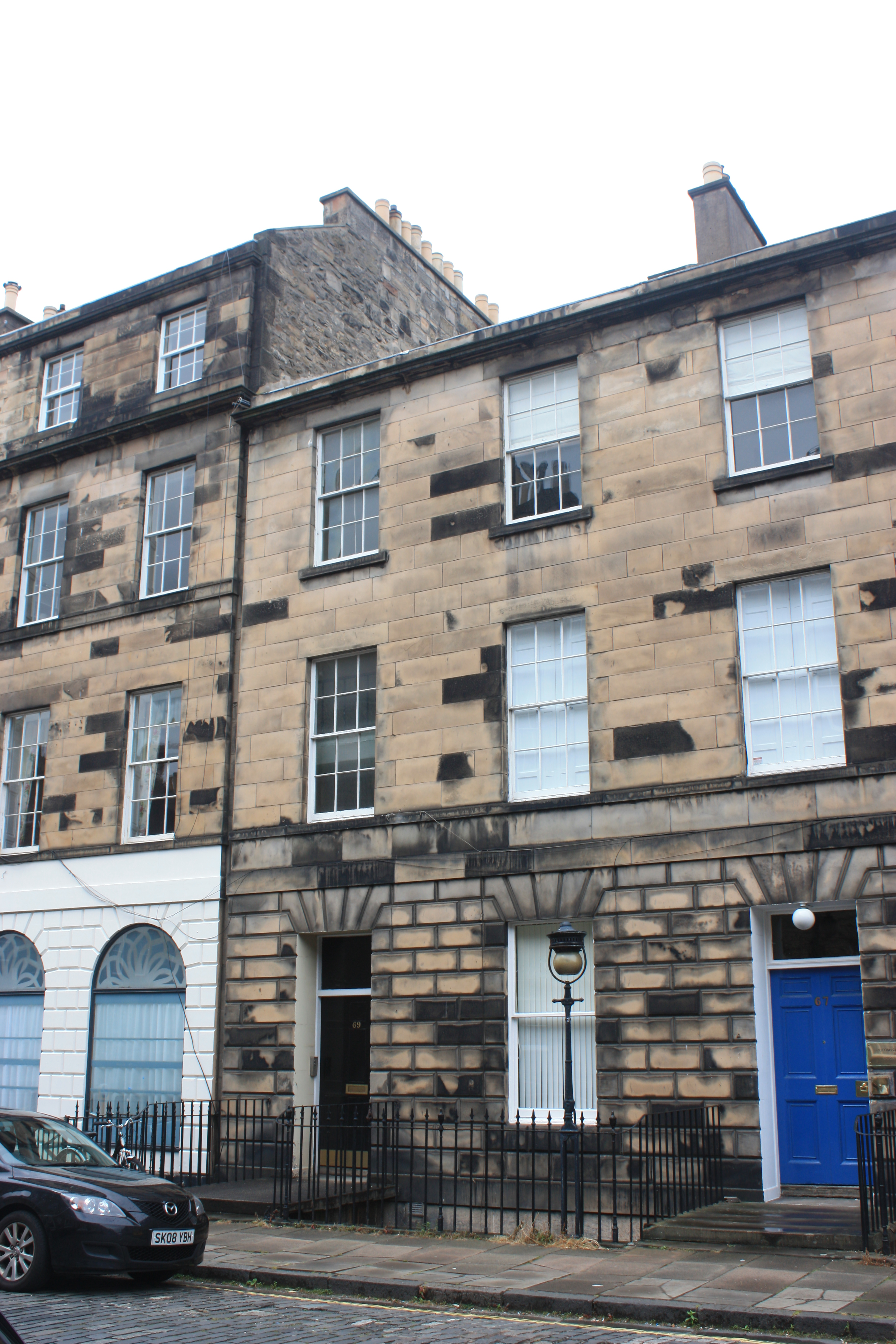
Casa on va viure el matemàtic (porta negra) a Edimburg.

John Sturgeon Mackay (1843-1914) va ser un matemàtic escocès que va ser el primer president de la Societat Matemàtica d'Edimburg.

## Vida i Obra
Tot i haver nascut a Kirkcudbright, durant una visita de la seva mare a la seva família, Mackay va passar la seva infància a Perth (Escòcia), on residia habitualment la família i allà va fer els seus estudis fins que el 1859 va entrar a la universitat de St. Andrews. Va fer l'examen de graduació el 1863, però no va obtenir el grau fins al 1865, mentre dubtava si fer-se ministre de l'església presbiteriana. Finalment va optar per l'ensenyament i el 1866 va ser nomenat professor de la Edinburgh Academy, on va romandre fins que es va retirar el 1904, essent la major part del temps cap del departament de matemàtiques.
Mackay va fer contribucions substancials a la geometria euclidiana i a la història de les matemàtiques, sobre tot antigues: els seus coneixements de llatí i grec clàssic li permeteren dedicar anys de la seva vida en una traducció quasi completa de la Col·lecció matemàtica de Pappos.
El 1883, en fundar-se la Edinburgh Mathematical Society, en va ser escollit el seu primer president i el 1894 en va ser nomenat membre honorari. Va ser un dels autors més recurrents dels primers volums de la revista de la societat, els Proceedings, amb articles de caràcter geomètric, pedagògic o històric.